# Prince Paul
Paul Huston, känd som Prince Paul, är en amerikansk hiphopproducent och DJ.

## Diskografi
Solo
- Psychoanalysis (What Is It ?) (1996)
- A Prince Among Thieves (1999)
- Politics of the Business (2003)
- Itstrumental (2005)

Stetsasonic
- On Fire (1986)
- In Full Gear (1988)
- Blood, Sweat & No Tears (1991)

Gravediggaz
- 6 Feet Deep (1994)

Övriga produktioner (album)
- De La Soul - 3 Feet High and Rising (1989)
- Resident Alien - It Takes a Nation of Suckas to Let Us In 1991)
- De La Soul - De La Soul Is Dead (1991)
- De La Soul - Buhloone Mindstate (1993)
- Chris Rock - Roll With the New (1997)
- Handsome Boy Modeling School - So... How's Your Girl? (1999)
- Chris Rock - Bigger & Blacker (1999)
- MC Paul Barman - It's Very Stimulating (2000)
- Handsome Boy Modeling School - White People (2004)
- The Dix - The Art of Picking Up Women (2005)
- Baby Elephant - Turn My Teeth Up! (2007)
- Dino 5 - Baby Loves Hip Hop Presents The Dino 5 (2008)
- Souls of Misschief - Montezuma's Revenge (TBR)